# 安德烈斯·吉韦特
安德烈斯·吉韦特（西班牙語：Andrés Guibert，1968年10月28日—），古巴前职业篮球运动员。